# Alendronato de sódio
Alendronato de sódio é um fármaco inibidor específico da reabsorção óssea. Pertence a classe dos bifosfonatos, utilizado no tratamento da osteoporose, principalmente em mulheres.
Em pacientes que passam por procedimentos que envolve a cicatrização de tecido ósseo (implantes dentários, por exemplo), há um risco de ser causado necrose óssea no local abordado, além da perda das fixações, pela redução do metabolismo celular local e pequena resposta regenerativa.

## Nomes comerciais
- Alendil®
- Bonalen®
- Cleveron®
- Endronax®
- Endrostan®
- Endrox®
- Minusorb®
- Ossomax®
- Ostenan®
- Osteofar®
- Osteoform®
- Osteoral®
- Recalfe®